# El Camp de Mar
El Camp de Mar, popularment es Camp de Mar, és un nucli turístic costaner situat al municipi d'Andratx, a Mallorca. Es troba entre els caps Andritxol i del Llamp. En el seu litoral es troba la platja del mateix nom, que fa uns 180 metres. Les principals atraccions de la zona són un camp de golf i una petita illa connectada a terra per un pont de fusta, amb un restaurant que ocupa gran part de la superfície, la qual s'anomena l'Illeta.
Els inicis del Camp de Mar daten de 1932, quan va ser construït el Gran Hotel. L'any 1949, el pintor, mecenes i espia Thomas Harris (1908-1964) va adquirir una casa a la localitat. L'autèntic creixement de la zona es produí durant els anys 80 quan es van edificar diverses urbanitzacions residencials, com Biniorella, el Salinar i la del Cap Andritxol. Als anys 90 van continuar l'activitat constructora amb nous hotels, apartaments, xalets i un camp de golf inaugurat el 1999, juntament amb l'Hotel Dorint Royal.